# Hawkesiophyton
Hawkesiophyton je biljni rod krumpirovki smješten u tribus Solandreae, dio potporodice Solanoideae. Pripada mu dvije vrste epifita i lijana rasprostranjenih po tropskoj Južnoj Americi i Panami.
Rod je opisan u Kurtziana 10: 39. 1977.

## Vrste
1. Hawkesiophyton ochraceum (Cuatrec.) A.Orejuela & C.I.Orozco
2. Hawkesiophyton ulei (Dammer) Hunz.